# Mouchez (Mondkrater)
Mouchez ist ein Einschlagkrater auf dem Mond am nordwestlichen Rand der Mondvorderseite. Der stark erodierte und teilweise eingeebnete Krater liegt nordöstlich von Pascal und nordwestlich von Anaxagoras.
| Buchstabe | Position           | Durchmesser | Link |
| --------- | ------------------ | ----------- | ---- |
| A         | 80,86° N, 30,32° W | 47 km       |      |
| B         | 78,34° N, 23,12° W | 8 km        |      |
| C         | 77,41° N, 26,18° W | 13 km       |      |
| J         | 79,5° N, 38,59° W  | 17 km       |      |
| L         | 78,7° N, 40,8° W   | 19 km       |      |
| M         | 80,25° N, 50,16° W | 17 km       |      |

Der Krater wurde 1935 von der IAU nach dem französischen Seeoffizier und Astronomen Amédée Mouchez benannt.